# جون إم. هيغينز
جون إم. هيغينز (بالإنجليزية: John M. Higgins)‏ هو صحفي أمريكي، ولد في 17 أبريل 1961، وتوفي في 21 نوفمبر 2006.